# Джованні Пізано
Джованні Пізано (Піза,приблизно1248 — Сієна,приблизно1315) — італійський скульптор, архітектор часів Раннього Відродження.

## Життєпис
Народився у Пізі в родині Ніколи Пізано, відомого скульптора. Спочатку проходив навчання у майстерні батька. Тут Джованні затоваришував з Арнольфо ді Камбіо. З 1265 до 1269 року працював під орудою свого батька над скульптурними роботами у Пізі, Сієні. У 1270—1276 році перебував у Франції. Тут на Джованні справила вплив французька готична пластика.
Здебільшого вів життя мандрівного майстра, виконуючи роботи по всій Італії. У 1275—1278 роках виконував роботи у Перуджі. У 1278 році відкрив власну майстерню у Пізі, де виконував замовлення до 1285 року. Згодом переїхав до Сієни, де перебував до 1296 року. Тут він користувався великою пошаною громадян, у 1290 році отримав Сієнське громадянство. Після цього до 1301 року виконував замовлення у місті Пістойя. Втім й тут не затримався. У 1301 році повернувся до Пізи, де відновив роботу власної майстерні. У 1305—1306 роках працював у Падуї, а у 1312—1313 роках — у Генуї. У 1314 році знову приїхав до Сієни, де й помер у 1315 році.

## Творчість
Став одним із засновників стилю італійської готики. Значну увагу приділяв об'єму, відображенню руху. У його працях більше лінійності у порівняні з попередниками. Намагався наділити свої роботи більшим чуттям, драматизмом. В архітектурі для Пізано характерний виразність, вільний простір. Стиль рельєфів має більші свободи та невимушеності. Намагався об'єднувати скульптуру та архітектуру. Став винахідником пласкої емалі, яку вперше застосував при оздоблені вівтаря собору в Ареццо.
Праці:
- Баптистерій у Пізі (разом з батьком) до 1265 року
- Баптистерій у Сієні (разом з батьком), 1265—1269 роки
- фонтан Маджоре у Перуджі, 1275—1278 роки
- Сієнський собор (будівництво та оздоблення), 1285—1296 роки
- Кафедра святого апостола Андрія Первозванного у Пістойї, 1297—1301 роки
- Церква святого Миколи у Пізі, 1301—1305 роки
- Амвон для Пізанського собору, 1302—1310 роки
- Мадонна з немовлям для Каплиці дель Арена у Падуї, 1305—1306
- Фасад церкви Святого Пала а Ріпа д'Арно у Пізі, 1307—1310 роки
- Надгробок імператриці Маргарити Люксембург у Генуї, 1312—1313 роки
- Мадонна з дитям у 5 варіантах
- Розп'яття у 4 варіантах